# Korte Steenstraat
De Korte Steenstraat is een straat in het centrum van de Belgische stad Kortrijk en is een van de belangrijkste commerciële trekpleisters van de stad. Het is samen met de Lange Steenstraat de belangrijkste verkeersvrije winkelstraat van de stad en een van de belangrijkste winkelstraten in de provincie West-Vlaanderen. De straat loopt van de Sint-Maartenskerkstraat en eindigt in de Lange Steenstraat. In 1962 werd deze straat omgevormd tot de eerste verkeersvrije winkelstraat in België.

## Geschiedenis
De straat is een van de oudst bekende straten van Kortrijk en aanvankelijk droegen de Korte Steenstraat en de Lange Steenstraat één gemeenschappelijke naam, nl. Steenstraat. De naam Corte Steenstraete komt voor het eerst voor in 1416. Zoals de Lange Steenstraat is het altijd een drukke winkelstraat geweest. Zo waren er in 1930 en in 1980 zes kledingwinkels en vijf schoenwinkels.
Op donderdag 19 april 1962 (Witte Donderdag, openingsdag van de jaarlijkse Paasfoor) werd op initiatief van de plaatselijke handelaars de Korte Steenstraat opengesteld als eerste verkeersvrije wandelstraat in België, de zogenaamde Shoppingstreet. Later werden ook de nabijgelegen straten, zoals de Lange Steenstraat, Grijze Zusterstraat, Lekkerbeetstraat, Sionstraat, Grote Kring, Sint-Jansstraat en de Wijngaardstraat autovrij gemaakt. Deze wijziging werd aanvankelijk door de meeste handelaars met ongenoegen onthaald. Achteraf bleek echter het grote succes van het verkeersvrij maken van het winkelgebied.
Jaarlijks wordt er in de Lange Steenstraat, Korte Steenstraat, Vlasmarkt, Wijngaardstraat, Sint-Jansstraat en Voorstraat op het eerste weekeinde van september een braderie gehouden. In 1933 werd de eerste Kortrijkse braderie gehouden. Sinds 2007 worden er twee grote braderieën gehouden: de zomerbraderie eind juni en de septemberbraderie, beide nu voor het eerst in de volledige binnenstad (ook Doorniksestraat, Grote Markt, Leiestraat, Rijselsestraat en Onze-Lieve-Vrouwestraat).

## Gebouwen
Het huidige uitzicht van de straat wordt bepaald door de winkelzaken. De benedenverdiepingen van de meeste gebouwen zijn echter omgebouwd tot winkelruimtes die vaak contrasteren met de oude architectuur van de bovenbouw.
De westkant van de straat
- het hoekhuis met de Grote Markt bevindt zich het Gouden Cruys, een huis met trapgevel uit de tweede helft van de 17de eeuw. Tegenwoordig is er een kledingwinkel in gevestigd. In de hoeknis bevindt zich een kopie van een 15de-eeuws Madonna met Kind. De gevel is sinds 9.3.1983 beschermd als monument.
- het nummer twee was de kleerwinkel de Franschen Soldaat met als uithangbord een Franse infanterist van plaatijzer, aangebracht in 1890 en verwijderd in februari 1981.
- in de 17de-18de eeuw stond op de westhoek van de Lange Steenstraat het huis Den gouden Eenhoorn.
- De Groene Schoe

De oostkant van de straat
- De Losscheteute, hoekhuis met de Sint-Maartenskerkstraat, 17de-18de eeuw
- nr. 7 was in 1836 reeds bekend als café Parnassus (tegenwoordig Free Record Shop).
- In Sint-Bonifacius, nr. 17, dat zoals de naburige huizen uitkomt op het Jozef Vandaleplein, was een pralinewinkel van Sweertvaegher gevestigd.
- De verloren Arbeyt